# Федеричи, Адам
Адам Джей Федеричи (англ. Adam Jay Federici; 31 января 1985, Нора, Новый Южный Уэльс, Австралия) — австралийский футболист, вратарь. Выступал в сборной Австралии.

## Карьера

### Клубная
Итальянец начал карьеру в молодёжном клубе «Хаскиссон Сигаллс».
20 сентября 2005 года перешёл в английский клуб «Рединг».
3 июля 2018 года перешёл в «Сток Сити».
30 июля 2020 года вернулся на родину, подписав двухлетний контракт с новичком Эй-лиги «Макартур».

### В сборной
В составе молодёжной сборной Австралии принимал участие в розыгрыше чемпионат мира среди молодёжных команд 2005 года. В составе олимпийской сборной Австралии участвовал в летних Олимпийских играх 2008 года.
В составе национальной сборной Австралии свой первый матч в составе команды провёл против сборной Новой Зеландии незадолго до чемпионата мира 2010 года в ЮАР. На чемпионате мира 2010 года находился в запасе сборной во всех трёх матчах группового этапа.